# TSG 1899 Hoffenheim (Frauenfußball)
Die TSG 1899 Hoffenheim (offiziell: Turn- und Sportgemeinschaft 1899 Hoffenheim e. V.) ist ein Sportverein, der aus dem Sinsheimer Stadtteil Hoffenheim stammt. Die Frauenfußballabteilung besteht seit 2007. Die erste Mannschaft stieg im Jahre 2013 in die Bundesliga auf. Heimspielstätte ist das Dietmar-Hopp-Stadion.

## Geschichte
Im Jahre 2000 gründeten die Vereine 1. FC Mühlhausen und der VfB St. Leon eine Spielgemeinschaft im Mädchenbereich. Mit dem Gewinn von zahlreichen Meisterschaften und Pokalsiegen stieg diese Spielgemeinschaft schnell zu den Spitzenvereinen im badischen Mädchenfußball. Zur Saison 2006/07 stellte die Spielgemeinschaft unter dem Namen SG Hoffenheim/St. Leon erstmals eine Frauenmannschaft unter der Leitung von Holger Obländer und Udo Metz, die in der badischen Landesliga antrat und prompt Meister wurde. Am Ende der Saison wurde die Spielgemeinschaft aufgelöst und sämtliche Mannschaften wurden von der TSG 1899 Hoffenheim übernommen. Grund hierfür war, dass Spielgemeinschaften nicht in den oberen Spielklassen erlaubt sind. Aus demselben Grund traten die B-Juniorinnen der Spielgemeinschaft schon 2005/06 als 1. FC Mühlhausen und 2006/07 als VfB St. Leon in der Oberliga Baden-Württemberg, der damals höchsten Spielklasse, an.
Gleich in der ersten Saison als TSG 1899 Hoffenheim wurde die erste Mannschaft unter Trainer Holger Obländer und Udo Metz überlegen Meister der Verbandsliga Baden und erzielte dabei in 20 Spielen 152 Tore. Darüber hinaus sorgten die Hoffenheimerinnen für ein Novum, da sich im badischen Pokalfinale die erste und die zweite Mannschaft des Vereins gegenüberstanden. Die erste Mannschaft gewann das Spiel mit 8:2. Auch in der folgenden Spielzeit kam es im badischen Pokalfinale zu einem vereinsinternen Duell. Da die badischen Pokalendspiele nur noch Trainingsspielcharakter hatten, darf als Folge seit der Spielzeit 2009/10 jeder Verein nur noch mit seiner ersten Mannschaft am Landespokal teilnehmen. Durch den Landespokalsieg qualifizierte sich die TSG für den DFB-Pokal, wo die Mannschaft in der ersten Runde erst nach Elfmeterschießen gegen den damaligen Zweitligisten Bayer 04 Leverkusen unterlag.
Auch in der Oberligasaison 2008/09 sicherten sich die Hoffenheimerinnen überlegen und mit mehr als 100 erzielten Toren die Meisterschaft und stiegen in die drittklassige Regionalliga Süd auf. In der ersten Runde des DFB-Pokals 2009/10 besiegte die TSG den Zweitligisten FV Löchgau mit 2:0 unterlag anschließend dem VfL Sindelfingen mit 0:1. Auch die Regionalligasaison 2009/10 beendete die Mannschaft als Meister und schaffte mit dem vierten Aufstieg in Folge den Sprung in die 2. Bundesliga Süd. Dort wurden die Hoffenheimerinnen zunächst Dritte und ein Jahr später Zweite.
In der Zweitligasaison 2012/13 lieferte sich die TSG ein spannendes Titelrennen mit dem 1. FC Köln. Am letzten Spieltag kam es zum direkten Aufeinandertreffen der beiden Titelanwärter in Hoffenheim. Vor 3.050 Zuschauern, ein neuer Rekordwert für die Liga, trennten sich beide Mannschaften mit 3:3 Toren, wodurch die Hoffenheimerinnen den Aufstieg schafften. Während der Saison absolvierte die deutsche Rekordnationalspielerin Birgit Prinz einige Einsätze für die TSG.
In der Folge gelang es Hoffenheim, sich in der Bundesliga zu etablieren. Nach Platz 9 im Aufstiegsjahr wurde die TSG in der Spielzeit 2014/15 Sechster. In der Saison 2019/20 konnte Hoffenheim erstmals den dritten Platz in der Bundesliga erreichen. Der 3. Platz in der Saison 2020/21 bedeutete gleichzeitig die erstmalige Qualifikation zur Champions League. In der Gruppenphase schieden sie als drittplatziertes Team hinter Barcelona und Arsenal London aus.

## Statistik
Grün unterlegte Spielzeiten markieren einen Aufstieg, rot unterlegte Spielzeiten einen Abstieg.
| Saison  | Liga                       | Platz | S  | U | N  | Tore   | Punkte | DFB-Pokal          |
| ------- | -------------------------- | ----- | -- | - | -- | ------ | ------ | ------------------ |
| 2007/08 | Verbandsliga Baden         | 1.    | 19 | 1 | 0  | 152:7  | 58     | nicht teilgenommen |
| 2008/09 | Oberliga Baden-Württemberg | 1.    | 19 | 0 | 1  | 113:10 | 57     | 1. Runde           |
| 2009/10 | Regionalliga Süd           | 1.    | 15 | 1 | 2  | 57:17  | 46     | 2. Runde           |
| 2010/11 | 2. Bundesliga Süd          | 3.    | 13 | 4 | 5  | 46:22  | 43     | Achtelfinale       |
| 2011/12 | 2. Bundesliga Süd          | 2.    | 15 | 3 | 4  | 56:26  | 48     | Achtelfinale       |
| 2012/13 | 2. Bundesliga Süd          | 1.    | 18 | 2 | 2  | 73:23  | 56     | Viertelfinale      |
| 2013/14 | Bundesliga                 | 9.    | 6  | 5 | 11 | 39:61  | 23     | 2. Runde           |
| 2014/15 | Bundesliga                 | 6.    | 7  | 5 | 10 | 29:40  | 26     | 2. Runde           |
| 2015/16 | Bundesliga                 | 8.    | 8  | 4 | 10 | 33:33  | 28     | Achtelfinale       |
| 2016/17 | Bundesliga                 | 7.    | 9  | 3 | 10 | 23:23  | 30     | Achtelfinale       |
| 2017/18 | Bundesliga                 | 8.    | 8  | 1 | 13 | 22:32  | 25     | Achtelfinale       |
| 2018/19 | Bundesliga                 | 6.    | 9  | 6 | 7  | 48:29  | 33     | Halbfinale         |
| 2019/20 | Bundesliga                 | 3.    | 16 | 1 | 5  | 67:24  | 49     | Viertelfinale      |
| 2020/21 | Bundesliga                 | 3.    | 14 | 2 | 6  | 54:23  | 44     | Viertelfinale      |
| 2021/22 | Bundesliga                 | 5.    | 12 | 5 | 5  | 56:32  | 41     | Achtelfinale       |
| 2022/23 | Bundesliga                 | 4.    | 15 | 3 | 4  | 55:25  | 48     | Viertelfinale      |
| 2023/24 | Bundesliga                 | 5.    | 10 | 4 | 8  | 43:35  | 34     | Viertelfinale      |
| 2024/25 | Bundesliga                 | 6.    | 12 | 0 | 10 | 49:30  | 36     | Halbfinale         |
| 2025/26 | Bundesliga                 |       |    |   |    |        |        | DFB-Pokal 2025/26  |

### Europapokalbilanz
| Saison  | Wettbewerb                    | Runde         | Gegner           | Gesamt | Hin     | Rück    |
| ------- | ----------------------------- | ------------- | ---------------- | ------ | ------- | ------- |
| 2021/22 | UEFA Women’s Champions League | Qualifikation | Valur Reykjavík  | 1:0    | 1:0     |         |
| 2021/22 | UEFA Women’s Champions League | Qualifikation | AC Mailand       | 2:0    | 2:0     |         |
| 2021/22 | UEFA Women’s Champions League | Qualifikation | FC Rosengård     | 6:3    | 3:0 (A) | 3:3 (H) |
| 2021/22 | UEFA Women’s Champions League | Gruppenphase  | HB Køge          | 7:1    | 5:0 (H) | 2:1 (A) |
| 2021/22 | UEFA Women’s Champions League | Gruppenphase  | Arsenal Women FC | 4:5    | 0:4 (A) | 4:1 (H) |
| 2021/22 | UEFA Women’s Champions League | Gruppenphase  | FC Barcelona     | 0:9    | 0:4 (A) | 0:5 (H) |

Gesamtbilanz: 10 Spiele, 6 Siege, 1 Unentschieden, 3 Niederlagen, 20:18 Tore (Tordifferenz +2)

## Erste Mannschaft

### Kader Saison 2025/26
(Stand: 10. August 2025)
| 01 | Laura Dick     | Deutschland            |
| 21 | Sophie Lindner | Osterreich             |
| 27 | Juliane Schmid | Deutschland Australien |

| 04 | Lisann Kaut    | Deutschland |
| 05 | Jamilla Rankin | Australien  |
| 13 | Wiëlle Douma   | Niederlande |
| 14 | Lisa Doorn     | Niederlande |
| 20 | Laura Gloning  | Deutschland |
| 22 | Sara Ritter    | Deutschland |
| 30 | Nadine Bitzer  | Deutschland |

| 06 | Vanessa Diehm      | Deutschland |
| 08 | Napsugár Sinka     | Ungarn      |
| 16 | Dominika Grabowska | Polen       |
| 17 | Franziska Harsch   | Deutschland |
| 23 | Chiara Hahn        | Deutschland |
| 24 | Féli Delacauw      | Belgien     |
| 26 | Janna Grimm        | Deutschland |

| 07 | Naomi Luyet     | Schweiz     |
| 09 | Jill Janssens   | Belgien     |
| 11 | Linda Natter    | Osterreich  |
| 19 | Marie Steiner   | Deutschland |
| 25 | Melissa Kössler | Deutschland |
| 29 | Selina Cerci    | Deutschland |

### Wechsel zur Saison 2025/26
Stand: 10. August 2025
| Laura Gloning (FC Bayern München II)   |
| Juliane Schmid (SPG Altach/Vorderland) |
| Linda Natter (First Vienna FC)         |
| Wiëlle Douma (BSC Young Boys)          |
| Naomi Luyet (BSC Young Boys)           |
| Nadine Bitzer (TSG 1899 Hoffenheim II) |
| Janna Grimm (TSG 1899 Hoffenheim II)   |

| Fabienne Dongus (VfB Stuttgart)                   |
| Martina Tufeković (VfL Wolfsburg)                 |
| Jana Feldkamp (SGS Essen)                         |
| Erëleta Memeti (Eintracht Frankfurt)              |
| Marta Cazalla (Grasshopper Club Zürich)           |
| Michelle Weiß (Werder Bremen)                     |
| Mara Alber (FC Chelsea)                           |
| Julia Hickelsberger-Füller (Galatasaray Istanbul) |
| Isabella Hartig (SV Eutingen)                     |

### Ehemalige Spielerinnen
- Tiffany Cameron, jamaikanische und kanadische Nationalspielerin
- Mana Iwabuchi, japanische Nationalspielerin
- Birgit Prinz, deutsche Rekordnationalspielerin
- Martina Moser, schweizerische Rekordnationalspielerin
- Jule Brand, deutsche Nationalspielerin
- Katharina Naschenweng, österreichische Nationalspielerin
- Chantal Hagel, deutsche Nationalspielerin
- Nicole Billa, österreichische Nationalspielerin, Deutschlands Fußballerin des Jahres 2021, mit 86 Toren Rekordtorschützin Hoffenheims in der Bundesliga[19]
- Julia Hickelsberger-Füller, österreichische Nationalspielerin
- Jana Feldkamp, deutsche Nationalspielerin
- Fabienne Dongus, deutsche Nationalspielerin

## Zweite Mannschaft
Die zweite Frauenmannschaft wurde 2007 angemeldet und wurde in der Saison 2007/08 wie schon die erste Frauenmannschaft im Jahr zuvor Meister der Landesliga. In der nachfolgenden Saison wurde ebenso der Meistertitel in der Verbandsliga gewonnen. Für den Aufstieg in die drittklassige Regionalliga Süd brauchte die zweite Mannschaft nur drei weitere Jahre, wo sie im Jahre 2013 auf Anhieb Vizemeister wurde. In der Saison 2013/14 folgte schließlich der Meistertitel und der letzte Aufstieg in die 2. Frauen-Bundesliga. Dies stellt die höchste Spielklasse für zweite Mannschaften dar. In der Süd-Staffel wurde die Mannschaft von 2016 bis 2018 dreimal in Folge Meister, in der ab 2018 eingleisigen 2. Bundesliga konnte der Verein an diese Erfolge jedoch nicht anknüpfen und stieg in der Saison 2023/24 als Letztplatzierter in die Regionalliga ab. Dort verpasste man 2025 knapp den direkten Wiederaufstieg.
Die zweite Mannschaft trägt ihre Spiele in St. Leon-Rot auf dem Sportplatz des VfB St. Leon aus.

## Weitere Mannschaften
Die B-Juniorinnen spielen in der B-Juniorinnen-Bundesliga. Größter Erfolg des Hoffenheimer Nachwuchses war die deutsche Meisterschaft im Jahr 2012. In der Saison 2012/13 stellte der Verein insgesamt zehn Mädchenmannschaften.